# Leptoneta corsica
Espèce
Leptoneta corsica est une espèce d'araignées aranéomorphes de la famille des Leptonetidae.

## Distribution
Cette espèce est endémique de Corse en France.

## Étymologie
Son nom d'espèce lui a été donné en référence au lieu de sa découverte, la Corse

## Publication originale
- Fage, 1943 : Description d'une leptonète de Corse suivie de remarques sur les araignées cavernicoles du genre Stalita. Bulletin du Muséum national d'histoire naturelle, Paris, sér. 2, vol. 15, p. 171-174.